# کیم کیلسن
کیم کیلسن (انگلیسی: Kim Kielsen؛ زادهٔ ۳۰ نوامبر ۱۹۶۶) یک سیاست‌مدار اهل گرینلند است.